# Ars simia naturae
Ars simia naturae — крылатое латинское выражение, в переводе: «искусство — обезьяна природы».

## В живописи
Указывается, что эта идея была развита Боккаччо.
Искусство художника считалось имитацией реальной жизни, его символом стала обезьяна — животное, известное своей способностью подражать и передразнивать. Латинское выражение, которое связывали с этой аллегорией, особенно понравилось фламандским художникам XVII века. В их картинах художник изображался в виде обезьяны, занимающейся созданием портрета (обычно женского), живописного или скульптурного.
Данная пародия на человека позднее расширилась, и обезьяну стали изображать за другими видами человеческой деятельности (игра в карты, еда, танцы и т. п.), и подменять другими животными — кошками, совами. Мораль таких картин — высмеивание человеческой претенциозности, глупости и суетности.

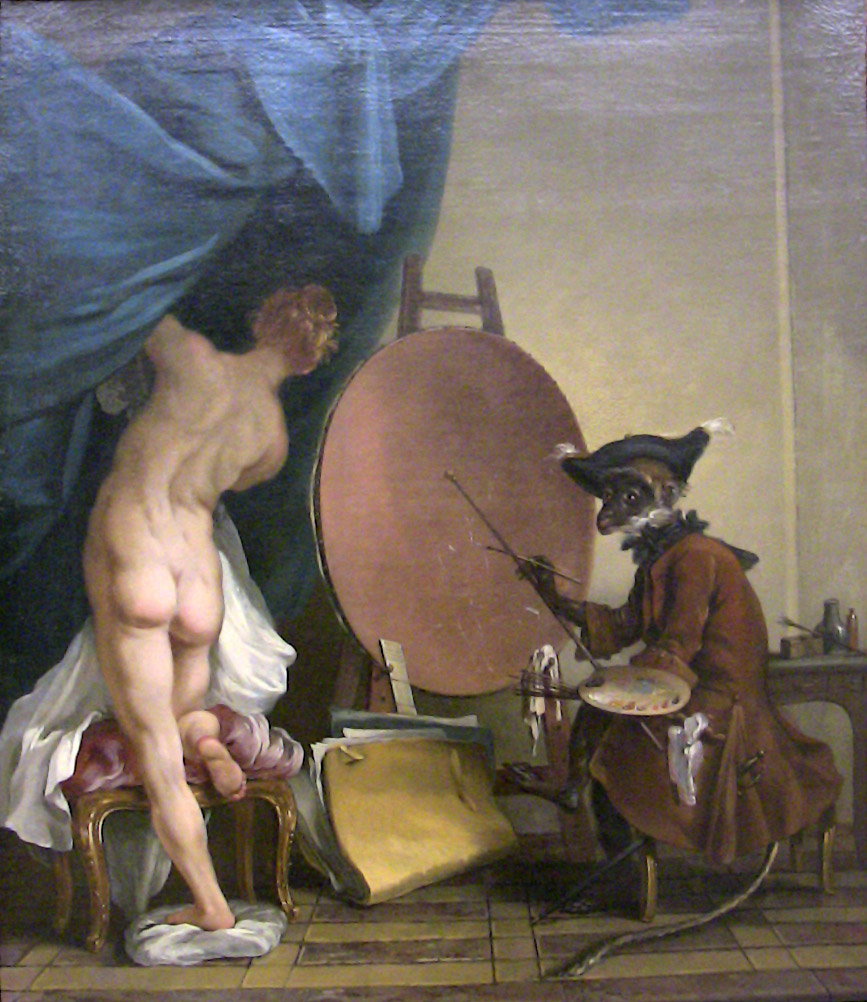
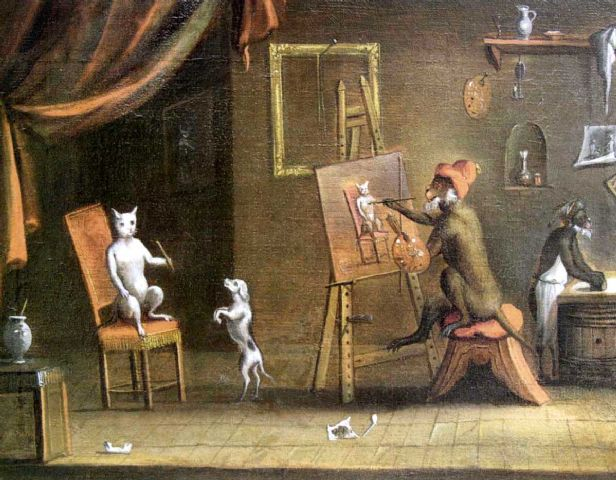
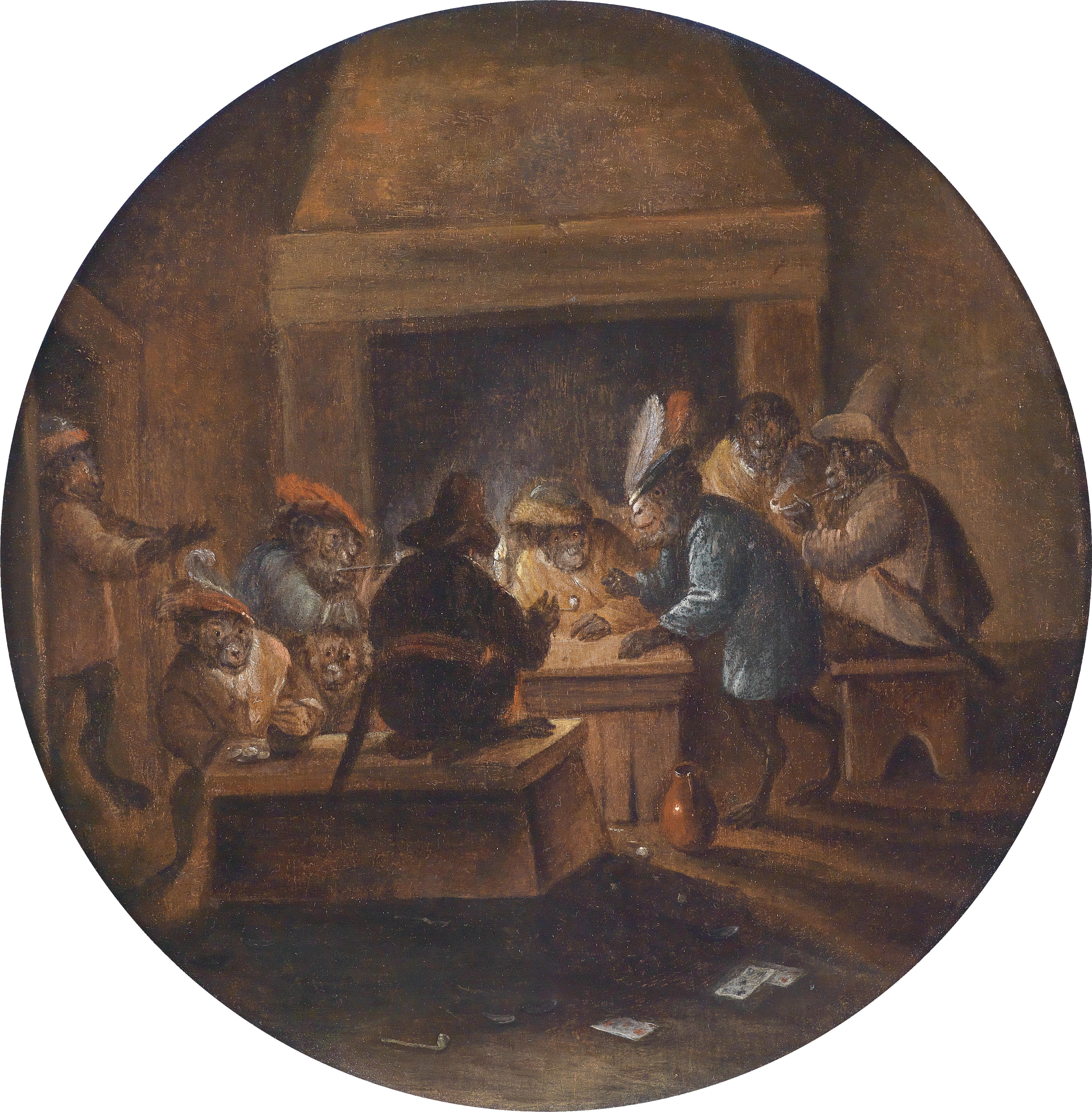

## В скульптуре
- Рабы Микеланджело: в «Восставшем рабе» находили олицетворение архитектуры, а в «Умирающем» — живописи, так как у ног фигуры имеется незавершенное изображение обезьяны из данного афоризма[3][4].
- В дальнейшем тема получила значительное развитие в скульптуре[5].

## В литературе
«Юный Пушкин, создавая „Бову“, перебирает имена певцов, достойных подражания — Гомер, Виргилий, Клопшток, Мильтон, Камоэнс. И лишь дойдя до Вольтера, находит в нём тот образчик остроумия, с которого и собезьянничать не грех:

Но вчера, в архивах рояся,

Отыскал я книжку славную,

Золотую, незабвенную,

Катехизис остроумия,

Словом: Жанну Орлеанскую.

Прочитал, — и в восхищении

Про Бову пою царевича.

О Вольтер! О муж единственный!

Ты, которого во Франции

Почитали богом некиим,

В Риме дьяволом, антихристом,

Обезьяною в Саксонии! (I, 61)

Пушкин менее всего дурачит простодушного читателя в выборе неподобающего объекта для поэтического подражания. Высокому авторитету того же Вергилия с вызывающей прямотой противопоставлен Вольтер-обезьяна. Фернейский отшельник — не дьявол и не Бог, а обезьяна, то есть нечто крайне несерьезное. Но именно это Пушкин готов принять со всей серьёзностью. Так в чём же дело? Обезьянье, заметим, — это человеческое, слишком человеческое, в противовес божественному и дьявольскому. В обезьяньем образе Вольтера, по Пушкину, — суть поэзии и идеальная мера подражания. Как говорили древние, ars simia naturae (искусство — обезьяна природы)».